# ردیف هفت دستگاه موسیقی ایرانی
ردیف هفت دستگاه موسیقی ایرانی نام کتابی است دربارهٔ ردیف موسیقی ایرانی که موسی معروفی آن را گردآوری کرده‌است و بعداً مهدی برکشلی منتشر کرد.

## تاریخچه
معروفی که با نوازندگی تار، سه‌تار و پیانو آشنایی داشت، نزدیک به سه دهه عمر خود را صرف گردآوری گوشه‌های موسیقی کرد. او در جلساتی با دیگر موسیقی‌دانان برجستهٔ زمان خود نظیر ابوالحسن صبا، نورعلی برومند، علی‌اکبر شهنازی، رکن‌الدین مختاری و احمد عبادی شرکت می‌کرد که در آن این موسیقی‌دانان از آنجا که بر سر یک ردیف واحد برای موسیقی ایرانی به توافق نرسیدند، تصمیم به آن گرفتند که هر یک ردیف خود را منتشر کنند. معروفی این ردیف را نهایتاً با تار سلیمان روح‌افزا ضبط و منتشر کرد. بعداً مجموعهٔ نت‌ها را مهدی برکشلی در دههٔ ۱۳۴۰ به صورت چاپی نیز منتشر کرد. برخی منابع از محمدعلی بهارلو به عنوان یکی از یاوران معروفی در گردآوری کتاب یاد کرده‌اند، و نوشته‌اند که پاک‌نویس نت‌ها برای انتشار نسخهٔ اول کتاب را شاگردان بهارلو انجام دادند.
ابتدا انتشارات هنرهای زیبای کشور کتاب را با عنوان ردیف موسیقی ایران در سال ۱۹۶۳ میلادی (معادل ۱۳۴۱ تا ۱۳۴۲ خورشیدی) در تهران منتشر کرد. این نسخه از کتاب شامل ۱۱۱ صفحه متن و ۴۶۶ صفحه نت موسیقی بود. این کتاب در آن زمان یکی از شاخص‌ترین محصولات اداره کل هنرهای زیبای ایران دانسته می‌شد. در زمان چاپ این کتاب، معروفی استاد بازنشسته موسیقی در هنرستان عالی موسیقی بود و برکشلی استاد دانشگاه تهران و مدیر بخش موسیقی اداره کل هنرهای زیبا بود. این کتاب به دو زبان فارسی و فرانسه، هر دو در یک جلد منتشر شده بود چنان‌که اگر کتاب از سمت راست باز می‌شد مطالب فارسی، و اگر از چپ باز می‌شد مطالب فرانسوی مقابل خواننده قرار می‌گرفت. متن فرانسوی کتاب، در واقع بر اساس مطلبی بود که پیش از آن در سال ۱۹۶۰ برکشلی آن را با عنوان «موسیقی سنتی ایران» در «دانشنامه پِیاد» منتشر کرده بود.

## نقد
هوشنگ ظریف در مورد ردیف موسی معروفی گفته که «یکی از کامل‌ترین ردیف‌های موجود است» و «روایت‌های مختلفی از گوشه‌ها را [در خود] جای داده‌است.» این کتاب به رغم گذشت چندین دهه از انتشار آن همچنان به عنوان یکی از مهمترین منابع در تدریس تار و سه‌تار به کار می‌رود.
نسخهٔ اول کتاب که در دههٔ ۱۳۴۰ منتشر شده بود، مورد انتقاداتی قرار گرفته بود، از جمله این که متن کتاب گاهی گام‌ها را برپایهٔ نت می (که برای ساز ویولن مناسب است) نوشته و گاهی برپایهٔ نت سل (که برای کوک ساز تار متداول است)، یا این که نویسنده در بخشی از متن از نشانه‌های سری و کرن استفاده کرده‌اند اما در بخشی دیگر به جای استفاده از این علامت‌های عرضی، از مخفف‌های ‎+1C و ‎-1L برای نشان دادن افزایش یا کاهش زیرایی نت‌های به اندازهٔ یک کما یا لیمای فیثاغورثی استفاده کرده‌است. همچنین از کتاب بابت این که در بخش متنی، راجع به خود مفهوم ردیف توضیح کافی نداده و بیشتر متن به بررسی مفاهیمی نظیر مقام و فواصل موسیقی اختصاص یافته، نقد شده‌است.
نقد دیگری که بر این کتاب وارد شده‌است، در انتخاب گوشه‌ها است. به گفتهٔ الا زونیس که خود در هنرستان موسیقی ملی فعالیت می‌کرد، زمانی که استادان ردیف‌دان موسیقی ایرانی در تدوین یک فهرست منفرد از تمام گوشه‌ها و دستگاه‌های ایرانی شکست خوردند و بنا شد که هر کدام از آن‌ها ردیفِ خود را منتشر کنند و کار تطبیق ردیف‌ها به موسیقی‌شناسان سپرده شود، معروفی و برکشلی با چاپ این کتاب که در پیشگفتارش آن را بر اساس ردیف میرزاعبدالله و در انطابق با ردیف مهدی‌قلی هدایت معرفی می‌کرد، عملاً از این توافق عدول کردند.

## یادداشت
1. ↑  La Musique Traditionnelle dl l'Iran
2. ↑  Encyclopédie de la Pléiade
3. ↑  Ella Zonis